# Ángel Ortiz
Ángel Ortiz (ur. 27 grudnia 1977) – paragwajski piłkarz, reprezentant kraju.

## Kariera reprezentacyjna
W reprezentacji Paragwaju zadebiutował w 2003. W reprezentacji Paragwaju występował w latach 2003-2007. W sumie w reprezentacji wystąpił w 27 spotkaniach.

## Statystyki
| Reprezentacja Paragwaju | Reprezentacja Paragwaju | Reprezentacja Paragwaju |
| Rok                     | Mecze                   | Gole                    |
| ----------------------- | ----------------------- | ----------------------- |
| 2003                    | 13                      | 0                       |
| 2004                    | 6                       | 0                       |
| 2005                    | 7                       | 0                       |
| 2006                    | 0                       | 0                       |
| 2007                    | 1                       | 0                       |
| Razem                   | 27                      | 0                       |